# یواس‌سی‌جی‌سی برامبل (دبلیوال‌بی-۳۹۲)
یواس‌سی‌جی‌سی برامبل (دبلیوال‌بی-۳۹۲) (به انگلیسی: USCGC Bramble (WLB-392)) یک کشتی بود که طول آن 180 oa. بود. این کشتی در سال ۱۹۴۳ ساخته شد.